# Colwell Bay
Colwell Bay är en vik i Storbritannien.   Den ligger i riksdelen England, i den södra delen av landet, 130 km sydväst om huvudstaden London. Arean är 13,6 kvadratkilometer.